# Embalse Santa Juana
El embalse Santa Juana es un complejo de obras de ingeniería hidráulica y eléctrica ubicado en el Valle del Huasco y destinados a crear una reserva de agua para el riego de la zona y generar electricidad por medio de una central hidroeléctrica movida por la fuerza del agua. El embalse posee una capacidad de 163 hectómetros cúbicos (163 millones de metros cúbicos). Dicho embalse ha contribuido a la seguridad de riego para toda la cuenca. Su capacidad permite satisfacer tres años de riego incluso en ausencia de aportaciones fluviales. La central hidroeléctrica puede generar 4,6 MW.

## Embalse
Fue promovido por la Dirección de Riego del Ministerio de Obras Públicas, y fue construido entre los años 1992 y 1995. Las obras de la torre de toma y de excavación en roca del túnel de desvío fueron construidas por una empresa chilena, mientras que las del cuerpo de presa, aliviadero, sala de válvulas y nueva carretera fueron realizadas por la empresa de matriz española Agroman Chile. La asistencia técnica a la dirección de la obra corrió a cargo de Nenadovich Ingenieros.
Su tipología es presa de materiales sueltos con pantalla de hormigón en la cara de aguas arriba. El material de relleno se obtuvo de los acarreos del vaso del embalse, contribuyendo por tanto a aumentar su capacidad. El material de los filtros entre uno y otro tipo de material se obtuvo también de zonas cercanas a la presa. Con objeto de conseguir la impermeabilidad del contacto pantalla - laderas, y dado que el lecho tenía un espesor de gravas y arena de 30 metros, se construyó una pantalla de hormigón o pared moldeada a toda la anchura del valle, empotrada en el fondo y los laterales rocosos. En ambos lados del valle se construyó un plinto de hormigón, cimentado sobre la excavación practicada con voladuras en la roca, sobre el que apoyar la pantalla. La altura total de la presa es de 100 m, y para su construcción se dividió en dos fases de 50 metros de altura cada una.
La pantalla de hormigón está dividida en dos mitades a la mitad de su altura, y longitudinalmente está fragmentada en losas de 15 m de anchura. Las uniones entre las losas de la pantalla, así como las uniones entre losas y plinto, se impermeabilizaron con un sello de cobre protegido por maderas, productos asfálticos, etc. En la coronación se construyó un muro de cinco metros de altura.

## Infraestructura aledaña
La toma del embalse, dedicado exclusivamente a riego, consiste en una tubería de acero de 1600 mm de diámetro, subdividida en dos de 1200 mm. Cada una de ellas está regulada por una válvula de mariposa más una Howell - Bunger. Existe también una válvula de mariposa de 1600 mm en la tubería principal.
Además fue necesario construir una variante para la carretera que comunicaba Santa Juana con el valle hacia aguas arriba, ya que quedaba inundada por las aguas del embalse creado. La variante se construyó excavada en roca en casi su totalidad. La longitud de esta nueva carretera es de 13 km.

## Central hidroeléctrica
La central hidroeléctrica comenzó a funcionar en 1993 y opera dos turbinas modelo Francis con una capacidad instalada de total 4,6 MW. Su caudal de diseño es de 5 m³/s, lo cual le permitirá obtener un factor de planta del 60%. La iniciativa demandó una inversión cercana a los 11 millones de dólares y puede generar 23,5 GWh al año.

## Administración
El embalse Santa Juana pertenece a la Junta de Vigilancia de la Cuenca del Río Huasco y sus Afluentes, que es la institución sin fines de lucro de los regantes del valle del Huasco.

## Situación hídrica en 2018-19
| Comparación contenido Embalse Santa Juana                        |                                                                  |
| ---------------------------------------------------------------- | ---------------------------------------------------------------- |
| Gráfico no disponible temporalmente debido a problemas técnicos. |                                                                  |
| Contenido promedio histórico Contenido 2018-19                   |                                                                  |
|                                                                  | Gráfico no disponible temporalmente debido a problemas técnicos. |

La información de la Dirección General de Aguas sobre el volumen almacenado por el embalse durante los últimos 12 meses muestra una clara recarga con respecto al promedio histórico almacenado de 124 millones m³.